# Demolition Ranch
 (septembre 2024).
La mise en forme du texte ne suit pas les recommandations de Wikipédia : il faut le « wikifier ».
Les points d'amélioration suivants sont les cas les plus fréquents. Le détail des points à revoir est peut-être précisé sur la page de discussion.
- Les titres sont pré-formatés par le logiciel. Ils ne sont ni en capitales, ni en gras.
- Le texte ne doit pas être écrit en capitales (les noms de famille non plus), ni en gras, ni en italique, ni en « petit »…
- Le gras n'est utilisé que pour surligner le titre de l'article dans l'introduction, une seule fois.
- L'italique est rarement utilisé : mots en langue étrangère, titres d'œuvres, noms de bateaux, etc.
- Les citations ne sont pas en italique mais en corps de texte normal. Elles sont entourées par des guillemets français : « et ».
- Les listes à puces sont à éviter, des paragraphes rédigés étant largement préférés. Les tableaux sont à réserver à la présentation de données structurées (résultats, etc.).
- Les appels de note de bas de page (petits chiffres en exposant, introduits par l'outil «  Source ») sont à placer entre la fin de phrase et le point final[comme ça].
- Les liens internes (vers d'autres articles de Wikipédia) sont à choisir avec parcimonie. Créez des liens vers des articles approfondissant le sujet. Les termes génériques sans rapport avec le sujet sont à éviter, ainsi que les répétitions de liens vers un même terme.
- Les liens externes sont à placer uniquement dans une section « Liens externes », à la fin de l'article. Ces liens sont à choisir avec parcimonie suivant les règles définies. Si un lien sert de source à l'article, son insertion dans le texte est à faire par les notes de bas de page.
- La présentation des références doit suivre les conventions bibliographiques. Il est recommandé d'utiliser les modèles {{Ouvrage}}, {{Chapitre}}, {{Article}}, {{Lien web}} et/ou {{Bibliographie}}. Le mode d'édition visuel peut mettre en forme automatiquement les références.
- Insérer une infobox (cadre d'informations à droite) n'est pas obligatoire pour parachever la mise en page.

Pour une aide détaillée, merci de consulter Aide:Wikification.
Si vous pensez que ces points ont été résolus, vous pouvez retirer ce bandeau et améliorer la mise en forme d'un autre article.
 (septembre 2024).
Demolition Ranch est une chaîne YouTube consacrée aux armes à feu créée et détenue par Matt Carriker, un vétérinaire basé à Boerne, au Texas.

## Histoire
Fondée en 2011 et comptant plus de 11 millions d'abonnés, Demolition Ranch publie du contenu lié aux armes à feu et à leurs capacités. Le quotidien USA Today a décrit Demolition Ranch comme « un spectacle de tir, de critiques et de divertissement autour des armes à feu ». Les armes que Demolition Ranch a testées et qui l'ont amené à être mentionnées dans les médias sont, entre autres, un canon à balles de golf, un fusil AR à double canon, et des cartouches de fusil de chasse personnalisées. De plus, Demolition Ranch propose des vidéos d'activités insolites liées aux armes à feu, telles que tirer sur la portière d'une voiture blindée, faire chauffer une grenade active au micro-ondes, et tirer sur un camion ou des réfrigérateurs avec un char.
En 2018, Demolition Ranch a dû supprimer certaines de ses vidéos en raison de nouvelles règles YouTube.
En juillet 2024, Demolition Ranch a reçu une couverture médiatique lorsque des images et des vidéos ont montré que l'auteur de la tentative d'assassinat de Donald Trump, Thomas Matthew Crooks, portait un T-shirt Demolition Ranch lors de l'événement.

## Les autres projets de Matt Carriker

### Vet Ranch
En plus d'être propriétaire de la chaîne YouTube Demolition Ranch, Carriker est vétérinaire et possède la chaîne YouTube vétérinaire Vet Ranch, fondée en 2014 et comptant environ 2,7 millions d'abonnés. Matt Carriker est diplômé du Collège de médecine vétérinaire et de sciences biomédicales de l'Université A&M du Texas en 2008. Sur sa chaîne Vet Ranch, Carriker soigne des chiens, des chats et d'autres animaux en mauvais état de santé, souvent récupérés au refuge pour animaux San Antonio Pets Alive (SAPA). La chaîne suit les animaux pendant leur traitement vétérinaire, y compris les interventions chirurgicales, jusqu'à leur rétablissement complet. Les bénéfices des revenus publicitaires de la chaîne servent à payer les interventions chirurgicales subies par les animaux. Karri McCreary, diplômée de Texas A&M et vétérinaire, apparaît également en bonne place sur la chaîne[Quoi ?].
Carriker a déclaré qu'en général, les animaux blessés n'ont aucune chance d'être adoptés, et que Vet Ranch récupère ces animaux en bonne santé, puis les envoie dans un refuge sans euthanasie pour adoption. Certaines conditions traitées au Vet Ranch comprennent la gale, les pattes cassées, la cécité, la malnutrition et les animaux heurtés par des voitures. Carriker résume la chaîne ainsi : « nous montrons les cinq minutes les plus excitantes de ces quelques mois » de soins vétérinaires.

### Autres entreprises
Carriker possède également la chaîne de vlog "Matt Carriker" (anciennement Off The Ranch), la société de vêtements d'influence Bunker Branding et le Desperado Shooting Range à Boerne, au Texas.